# Lepidomeda mollispinis
Lepidomeda mollispinis är en fiskart som beskrevs av Miller och Hubbs, 1960. Lepidomeda mollispinis ingår i släktet Lepidomeda och familjen karpfiskar. Inga underarter finns listade i Catalogue of Life.